# Plan de Roussel

Plan de Roussel.

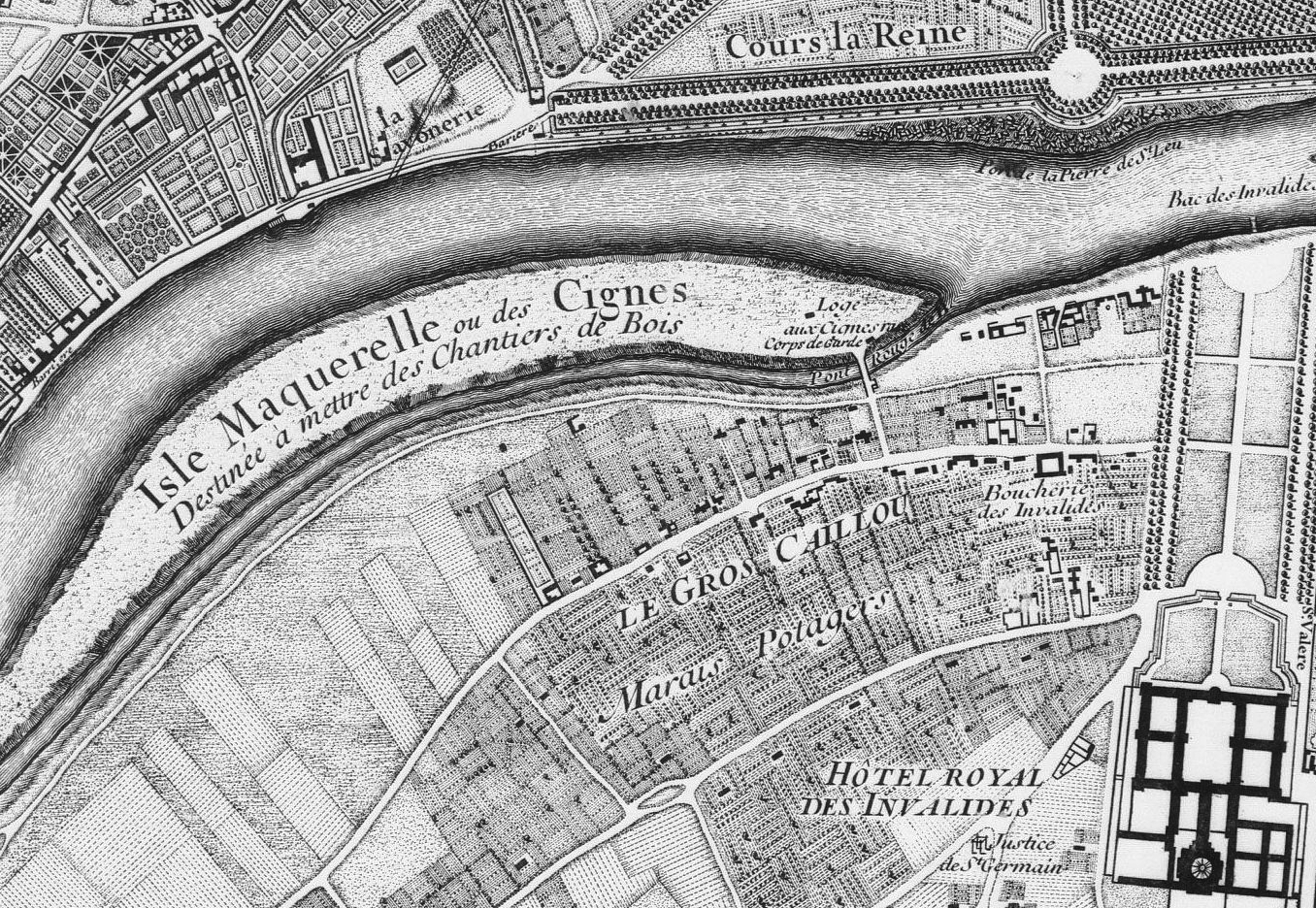
Extrait du plan de Roussel montrant l'ancienne île des Cygnes.

Le plan de Roussel est un plan historique de Paris et ses alentours, dessiné en 1730 par un cartographe du nom de Roussel, mort en 1733, et édité chez Jaillot. Le titre originel du plan est Paris, ses fauxbourgs et ses environs où se trouve le détail des villages, châteaux, grands chemins pavez et autres, des hauteurs, bois, vignes, terres et prez, levez géométriquement.

## Description
Il est orienté selon la méridienne, c'est-à-dire avec le nord en haut et est composé de neuf feuilles dans toutes ses versions. La feuille centrale représente à elle seule Paris intra muros ; les huit autres figurent ce qui est alors les faubourgs et la campagne alentour. Il s'étend de Clichy-la-Garenne et La Chapelle au nord à Bicêtre et Ivry au sud et de Suresne et Meudon à l'ouest à Alfort, Vincennes et Romainville à l'est. Par cette fenêtre, et de cette précision, il est le plan de Paris le plus étendu jusqu'au XIXe siècle. Il constitue en cela un document exceptionnel pour la topographie de la banlieue parisienne au XVIIIe siècle. Les moulins et les treuils de carrières sont représentés en élévation.

## Éditions
L'édition originale est de 1730 ; c'est cette année-là que le plan a été levé. Un retirage est fait dès 1731. Une troisième édition paraît en 1756 avec des corrections, puis une quatrième avec la mention « corrigée en 1765 ». La République en fait une réédition en l'an IV (1795), actualisant le tracé en partie seulement, ce qui en fait une représentation anachronique et incohérente. Auguste Logerot en publie une nouvelle édition en 1844, très rare, surchargée des tracés des enceintes successives de Paris, y compris l'enceinte de Thiers achevée cette année-là. Bonnardot, qui publie sept ans après, est étonnamment muet sur cette version. L’Atlas des anciens plans de Paris, publié en héliogravure dans le cadre de l'Histoire générale de Paris en 1880, en reproduit un fac-similé en deux feuilles, réduit de 2/5. Le plan de Roussel est en revanche absent du projet éditorial semblable au précédent, entrepris par Taride vers 1910 et qui inclut pourtant les plans de Truschet et Hoyau, de Bullet et Blondel, de Gomboust, de Turgot, etc.

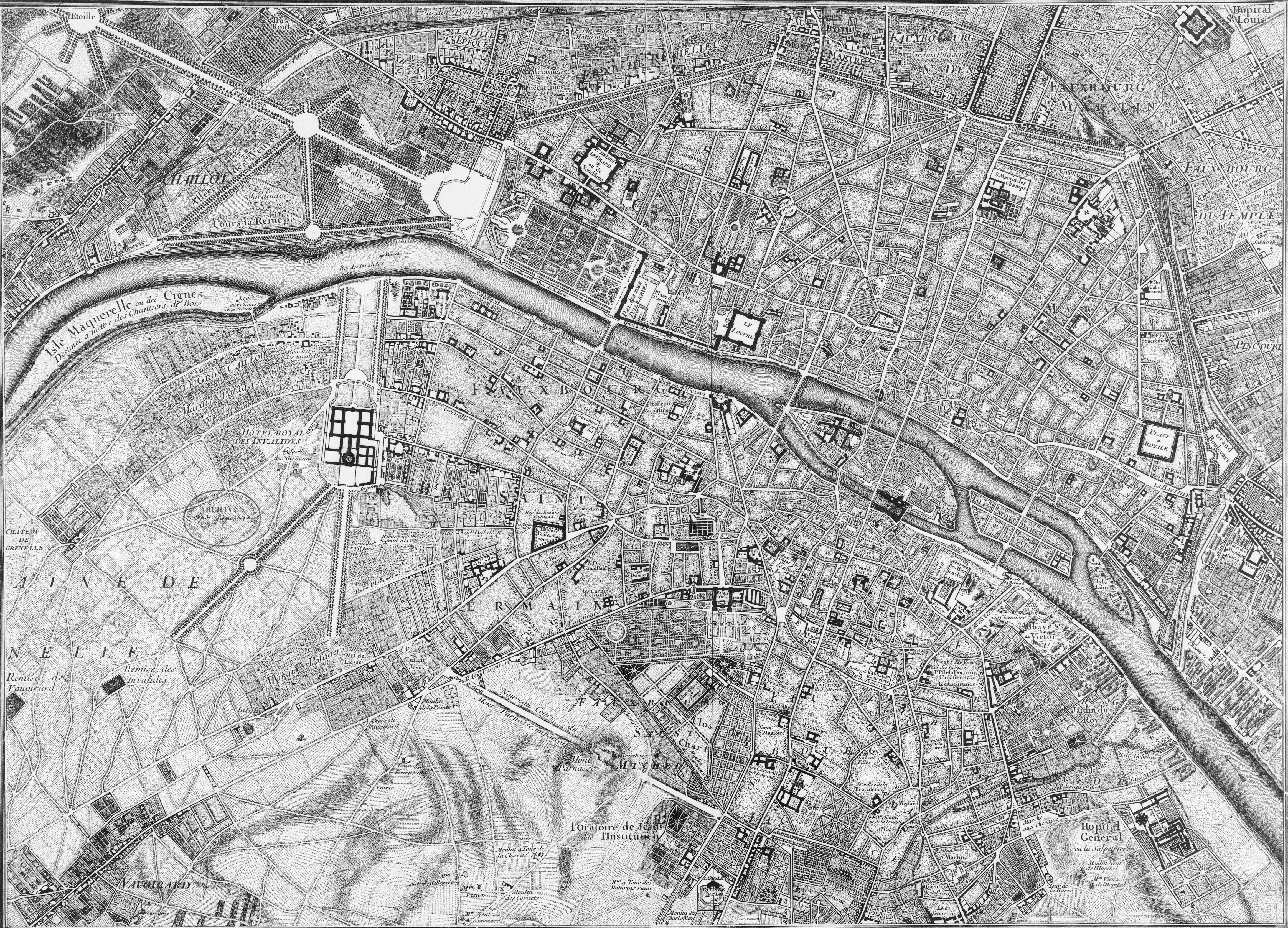
La partie montrant la ville de Paris.